# Del Carmen, Surigao del Norte

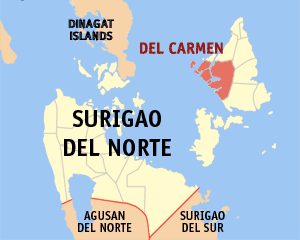
Bản đồ Surigao del Norte với vị trí của Del Carmen

Del Carmen là đô thị hạng 5 ở đảo Siargao, thuộc (tỉnh) Surigao del Norte, Philippines. Theo điều tra dân số năm 2000, đô thị này có dân số 13.558 người trong 2.598 hộ.

## Các đơn vị hành chính
Del Carmen được chia thành 20 barangay.
| - Antipolo - Bagakay (Alburo) - Bitoon - Cabugao - Cancohoy - Caub - Del Carmen (Pob.) - Domoyog - Esperanza - Halian | - Jamoyaon - Katipunan - Lobogon - Mabuhay - Mahayahay - Quezon - San Fernando - San Jose (Pob.) - Sayak - Tuboran |